# Arrondissement de Lombez
L'arrondissement de Lombez est une ancienne division administrative française, située dans le département du Gers. Il fut créé le 17 février 1800 et supprimé le 10 septembre 1926. Les cantons revinrent à l'arrondissement d'Auch.

## Composition
Il comprenait les cantons de Cologne, l'Isle-Jourdain, Lombez et Samatan.

## Sous-préfets
| Période           | Période           | Identité                | Fonction précédente                                                        | Observation                                                       |
| ----------------- | ----------------- | ----------------------- | -------------------------------------------------------------------------- | ----------------------------------------------------------------- |
|                   |                   |                         |                                                                            |                                                                   |
| février 1848      | 3 juin 1848       | Jean Belliard           | Placé à la révolution de 1848                                              | Nommé préfet du Gers                                              |
|                   |                   |                         |                                                                            |                                                                   |
| 5 juin 1871       | 17 juillet 1871   | Ode De broqua           |                                                                            | Nommé sous-préfet de Mirande                                      |
|                   |                   |                         |                                                                            |                                                                   |
| 30 décembre 1877  | 8 janvier 1887    | Jean Andrieu            |                                                                            | Mis en disponibilité sur sa demande                               |
| 8 janvier 1887    | 20 juin 1888      | Pierre Duclos           | Maire de Poucharramet                                                      | Nommé sous-préfet de Gourdon                                      |
| 20 juin 1888      | 8 juin 1891       | Alexandre Grassi        | Sous-préfet de Corte                                                       | Nommé secrétaire général de la préfecture de la Savoie            |
| 8 juin 1891       | 18 mars 1895      | Martial Béchade         | Adjoint au maire de Limoges, conseiller d'arrondissement                   | Nommé sous-préfet de Mortagne                                     |
| 18 mars 1895      | 6 juillet 1895    | André Perreymond        | sous-préfet d'Embrun                                                       | Nommé sous-préfet de Châteaubriant                                |
| 6 juillet 1895    | 13 octobre 1896   | Charles Hardy           | Sous-préfet d'Espalion                                                     | Nommé sous-préfet de Saint-Jean-de-Maurienne                      |
| 13 octobre 1896   | 6 juin 1898       | René Viaud              | Chef de cabinet du préfet de Loir-et-Cher                                  | Nommé sous-préfet d'Arcis-sur-Aube                                |
| 6 juin 1898       | 26 septembre 1899 | Marie Ricard            |                                                                            | Nommé sous-préfet de Paimboeuf                                    |
| 26 septembre 1899 | 22 mars 1900      | Louis de Saint-Martin   | Conseiller de préfecture de l'Oise                                         | Nommé sous-préfet de Montmédy                                     |
| 22 mars 1900      | 20 novembre 1906  | Jean Lapeyre de crussol | Conseiller de préfecture du Pas-de-Calais                                  | Nommé conseiller de préfecture des Bouches-du-Rhône               |
| 20 novembre 1906  | 18 décembre 1907  | Fernand Roimarmier      | Conseiller de préfecture des Bouches-du-Rhône                              | Nommé sous-préfet de Domfront                                     |
| 18 décembre 1907  | 15 juillet 1914   | Paul Lavigne            | Sous-préfet de Guingamp                                                    | Remplacé                                                          |
| 15 juillet 1914   | 16 septembre 1916 | Camille Vettard         | Conseiller de préfecture des Hautes-Pyrénées                               | Nommé Mobilisé                                                    |
| 12 septembre 1916 | 9 mars 1919       | Henry Salles            |                                                                            | Remplacé                                                          |
| 9 mars 1919       | 27 octobre 1919   | Charles Valentino       | Mobilisé pour la guerre                                                    | Nommé Mis en congé et devient directeur au ministère des Pensions |
| 27 octobre 1919   | 6 août 1920       | Ernest Bauchard         | Sous-préfet de Château-Thierry                                             | Nommé sous-préfet de Loudéac                                      |
| 6 août 1920       | 20 février 1921   | Jean Gautier            | Attaché au cabinet du ministre de l'Instruction publique et des Beaux-Arts | Nommé secrétaire général de la préfecture de l'Orne               |
| 20 février 1921   | 31 décembre 1921  | René Botton             | Sous-préfet de Montfort                                                    | Nommé sous-préfet de Bazas                                        |
| 31 décembre 1921  | 11 janvier 1926   | Joseph Terral           | Conseiller de préfecture des Bouches-du-Rhône                              | Nommé sous-préfet de Moissac                                      |